# Isidre Codina
Isidre Codina es un exentrenador andorrano. Fue el seleccionador nacional de fútbol de Andorra en 1996, antes era entrenador del Sporting Club Escaldes.

## Biografía
Isidre Codina dirigió el seleccionado nacional de Andorra el 13 de noviembre de 1996, cuando disputó su primer partido internacional contra Estonia. El amistoso terminó en la derrota de Andorra con un marcador de 1 a 6. En 1997, Codina, como entrenador del seleccionado nacional de Andorra, participó en la votación del jugador del año de la FIFA y votó por Ronaldo.